# Remopschriften

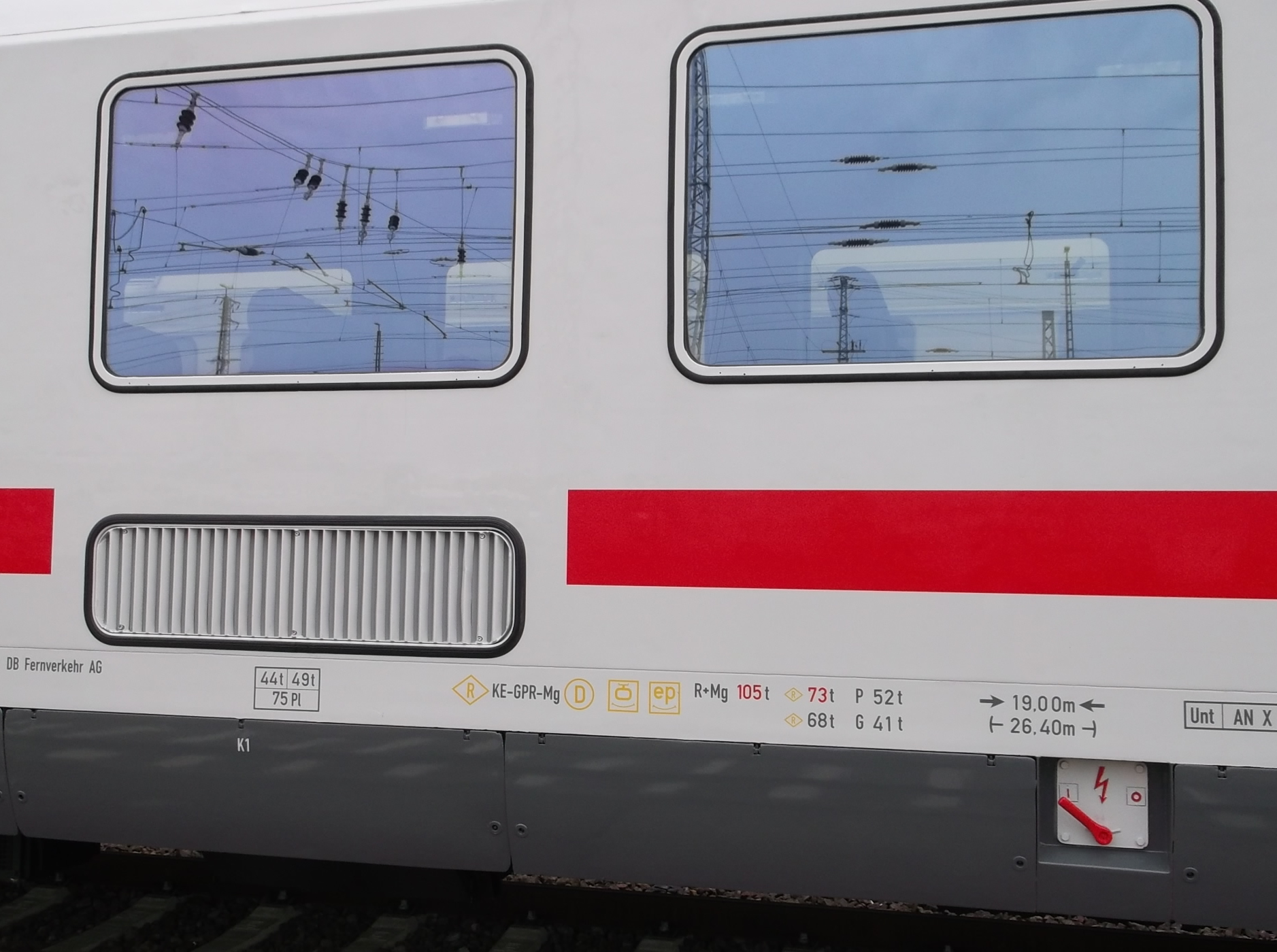
Remopschriften op een intercity-rijtuig van DB Fernverkehr.

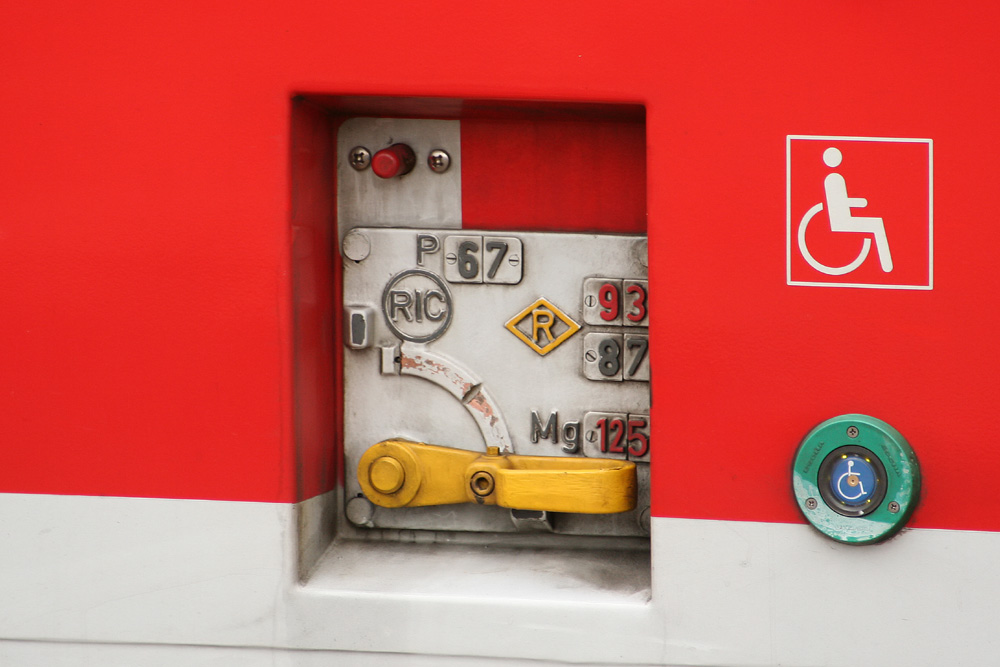
Hendel voor reminstellingen met bijbehorende remgewichten.

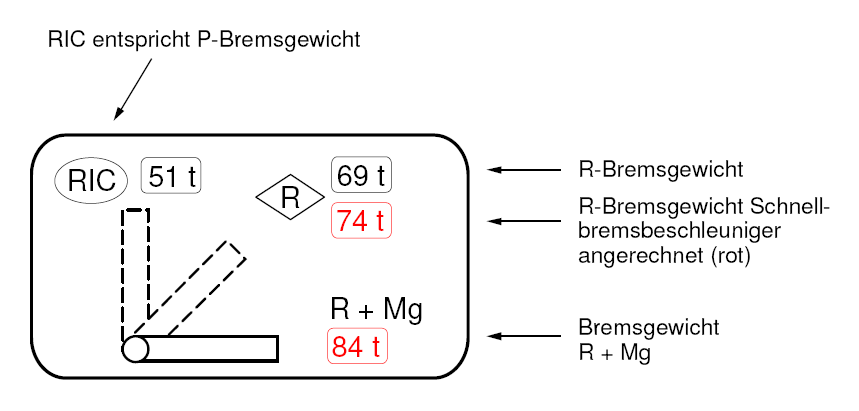
Remopschriften bij een personenwagen.
In rood de waarden met in werking zijnde snelremmingsversneller.

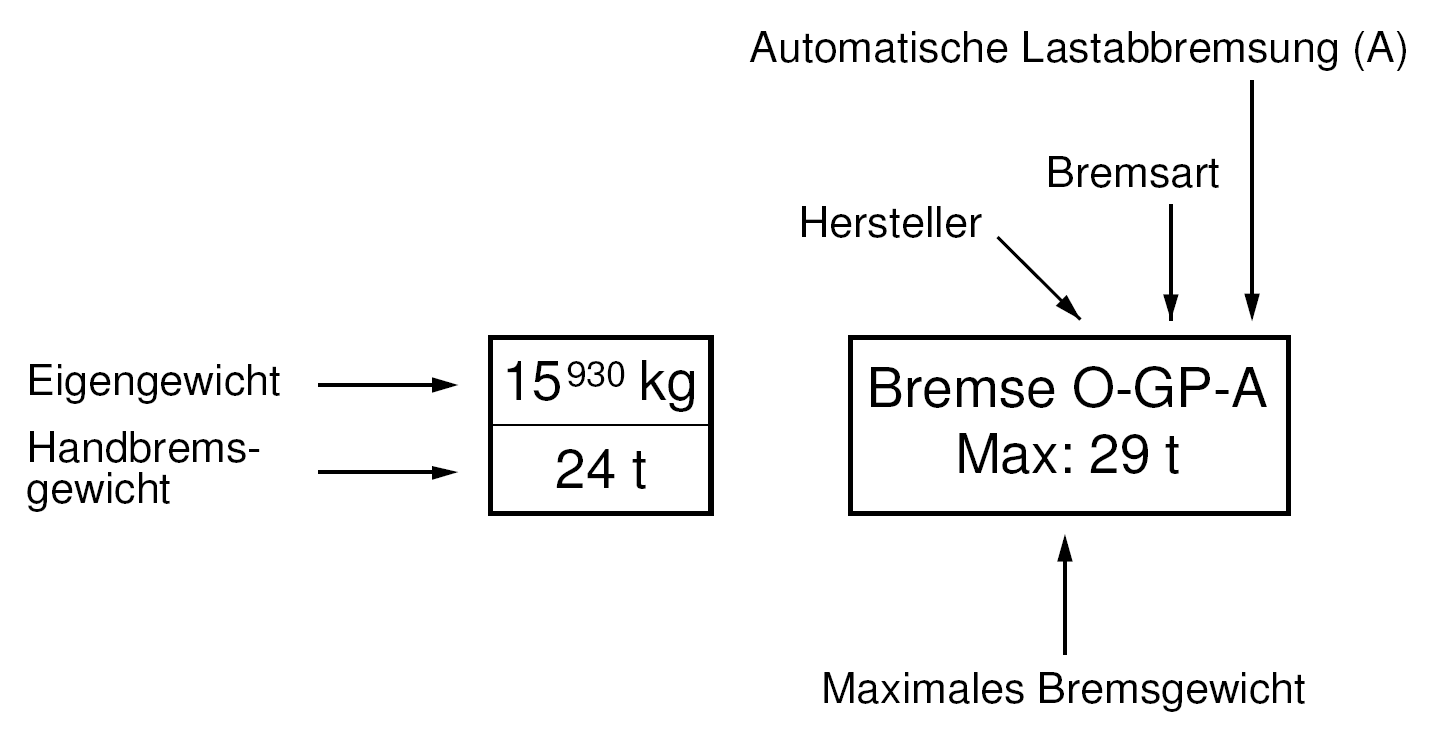
Remopschriften bij een goederenwagen.

Remopschriften op rollend materieel zijn letter- en cijfercodes om allerlei informatie over de remmen en het remregime compact weer te geven. De informatie wordt ondersteund door kleuren en grafische elementen. 

## Opzet van de opschriften
De remopschriften zijn opgebouwd uit verschillende afkortingen. Allereerst de aanduiding voor de fabrikant en het gebruikte type indirecte luchtdrukrem. Hierna volgen, gescheiden door streepjes, de instellingsmogelijkheden van de indirecte rem. Daarna volgen de (indien aanwezige) directe remmen, de letters van elkaar gescheiden met een streepje. Ten slotte volgen eventueel nog andere aanduidingen, zoals aanwezigheid van schijfremmen of bijzondere remschoenen, elektropneumatische remmen en noodremoverbrugging. Meestal staat naast al deze opschriften ook een lijst met de verschillende instelmogelijkheden van de remmen en de bijbehorende remgewichten (als eenheid voor de remkracht).
De regelgeving voor deze opschriften stamt uit UIC‑Leaflet 545. Anno 2021 is het terug te vinden in EN 15877‑2 (paragraaf 4.5.30.1) en bijlage 11 van het General Contract of Use for Wagons (GCU; in het Duits AVV).

## Remopschriften

### Instelling van de indirecte rem

#### Remstand G
De remstand G voor de indirecte luchtdrukrem is een langzaamwerkende remstand oorspronkelijk bedoeld voor goederentreinen. Internationaal wordt de remstand soms ook aangeduid met een M (van Merchandises). Met een rempercentage van maximaal ongeveer 80 % ligt de maximumsnelheid op 95 km/h. Het vullen van de remcilinders kost ongeveer 18 tot 35 seconden en het lossen 45 tot 60 seconden. Bij langere treinen (voor goederentreinen in Nederland maximaal 750 m) is deze langzame werking noodzakelijk, omdat de trein anders doormidden kan breken. Dit wordt veroorzaakt doordat de drukgolf zich niet snel genoeg door de treinleiding verplaatst.

#### Remstand P
De remstand P of RIC voor de indirecte luchtdrukrem is een snelwerkende remstand, oorspronkelijk bedoeld voor personenentreinen. Het kost ongeveer 3 tot 5 seconden om de remcilinders te vullen en 10 tot 20 seconden om te lossen. Een rempercentage van zo'n 100 % is te behalen en de personentreinen tot een snelheid van 140 km/h mogen hiermee gereden worden. Voor korte goederentreinen is het met deze remstand toegestaan om snelheden hoger dan 95 km/h te rijden.
Er bestaat ook nog een remstand P2, die net als de remstand R de luchtdruk bij hogere snelheden verhoogt, tot een maximum van 5,5 bar.

#### Remstand R
De remstand R (Rapid) is een snelwerkende remstand met verhoogde remdruk. Bij snelheden boven de 70 km/h wordt de luchtdruk in de remcilinder verhoogd tot 8 bar, bij snelheden lager dan 55 km/h wordt de druk weer verlaagd tot de normale 3,8 bar. Vul- en lostijden zijn hetzelfde als bij remstand P. Het rempercentage komt op zo'n 125-135 % te liggen. Over het algemeen wordt deze techniek toegepast bij voertuigen die sneller gaan dan zo'n 120 km/h.

### Directe rem
Een directe rem werkt alleen op het betreffende tractievoertuig.
A = automatische lastafremming, het rempercentage wordt gelijkgehouden onafhankelijk van de belading.
E = elektrische rem (weerstand of recuperatief)
H = hydrodynamische rem (via hydraulische overbrenging of via retarder)
M = motorrem
Mg = magneetrem; niet als bedrijfsrem, alleen als parkeerrem of bij snelremming (bij snelheden boven de 50 km/h)
WB = wervelstroomrem (in het Duits: Wirbelstrombremse); werkt bij 60 km/h of hoger
mZ = directe luchtdrukrem (in het Duits: mit Zusatzbremse); werkt alleen op tractievoertuig zelf

### Bij computergestuurde remmen
pn = remkraan voor luchtdrukrem als terugvaloptie naast de computersturing
el = direct werkende elektrische remaansturing

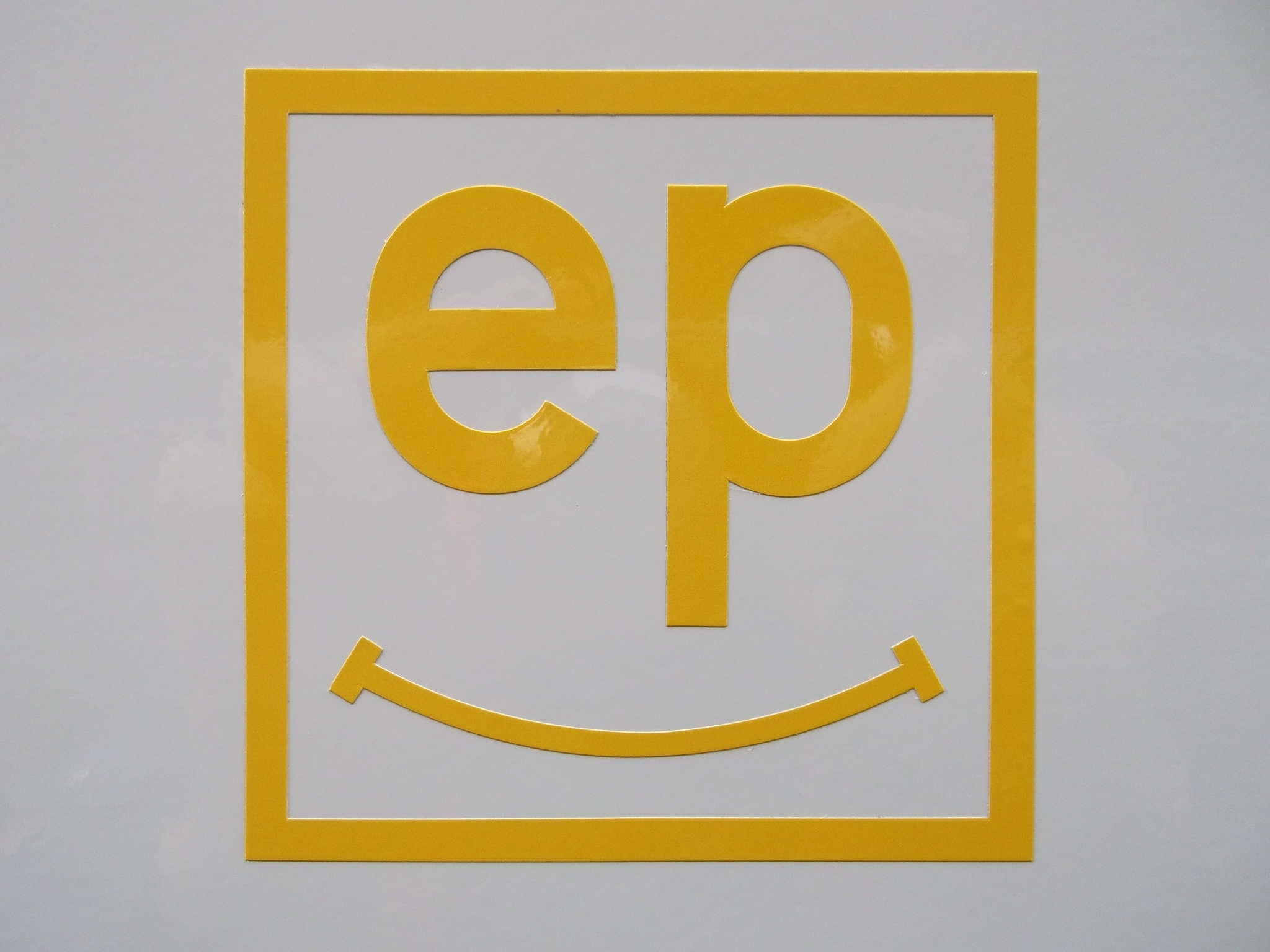
Symbool voor elektropneumatische aansturing met signaaloverdracht via 18-aderige UIC-kabel (UIC leaflet 558).

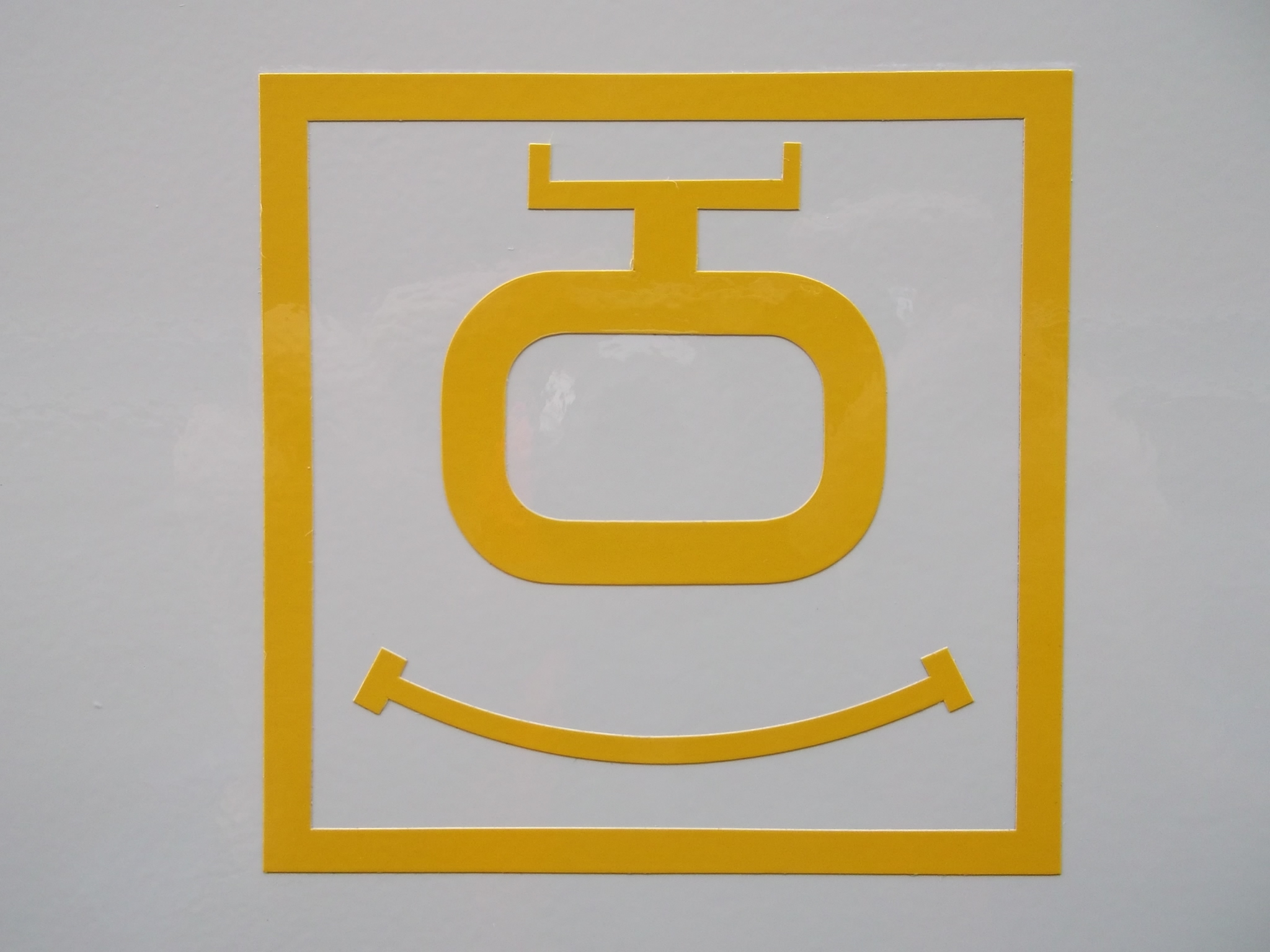
Symbool van noodremtrekker ter aanduiding van noodremoverbrugging met signaaloverdracht via UIC-kabel.

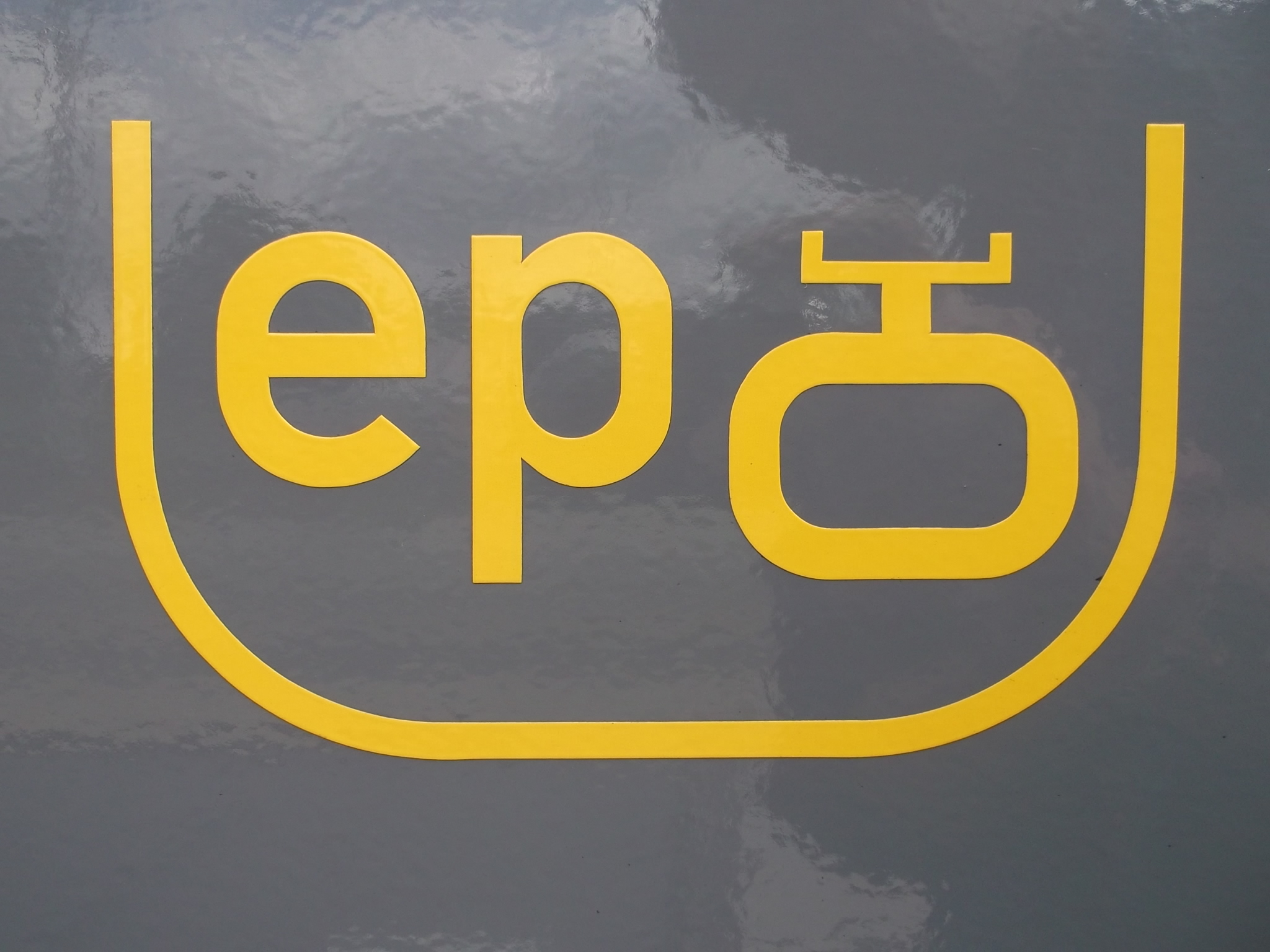
Symbool voor noodremoverbrugging en elektropneumatische remaansturing met signaaloverdracht via 9-aderige stuurkabel.

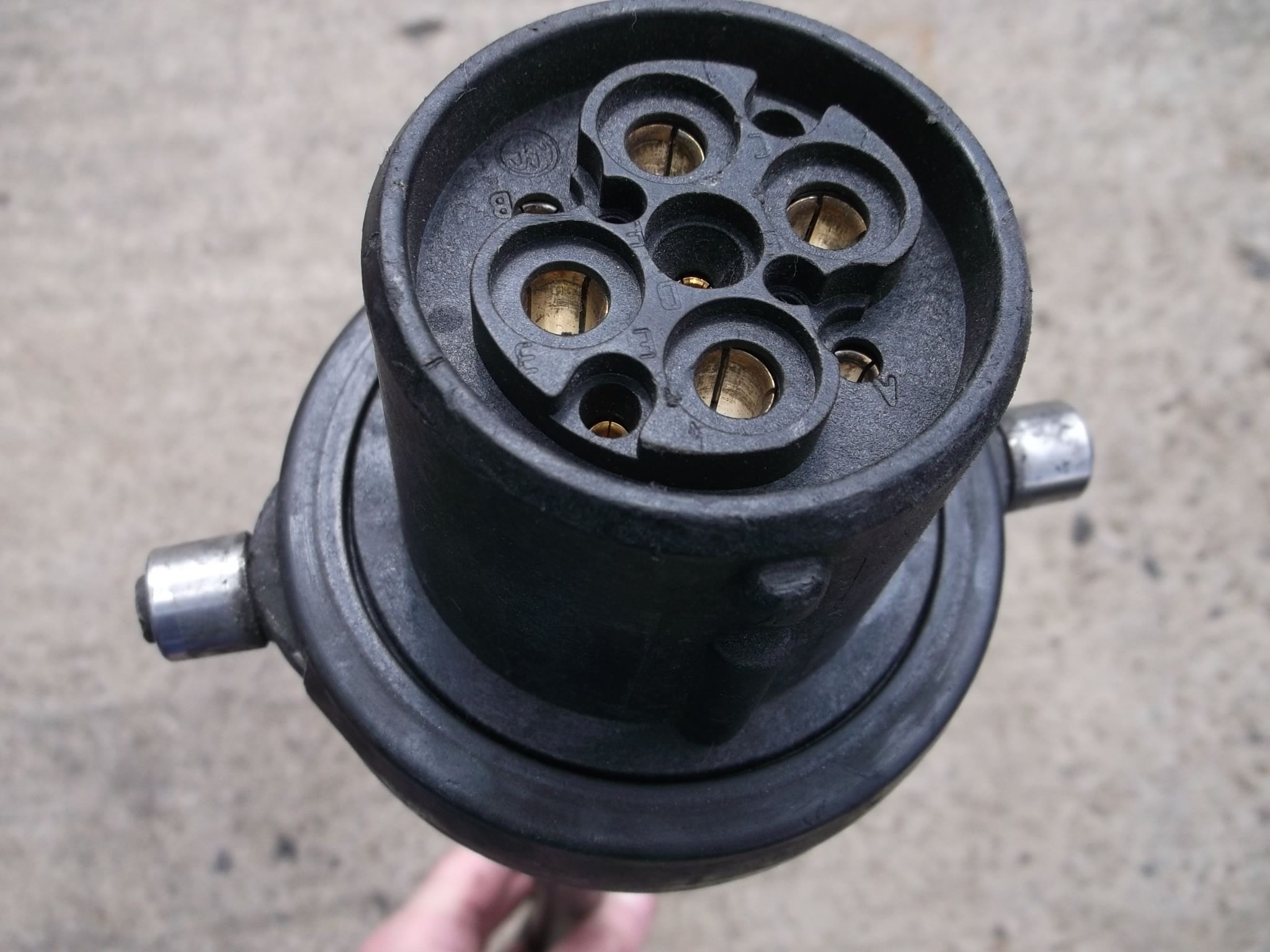
Bovengenoemde 9-aderige stuurkabel.

### Overige opschriften
<R> (gele R in gele ruit)
Hoogvermogensrem volgens UIC 546.II.2. met rempercentage van minimaal 135 %. Staat vaak voor andere opschriften.
<R> (rode R in rode ruit)
Idem als gele R, maar met snelremmingsversneller (Duits: Schnellbremsbeschleuniger). Een snelremmingsversneller is een systeem dat bij een te grote drukverlaging in de treinleiding een vaste hoeveelheid lucht uit de leiding laat om daarmee het aanslaan van de remventielen te versnellen. Hiermee wordt het remgewicht bij een snelremming verhoogd (rode remgewichtopschriften).
ep gele letters in gele omlijsting
Elektropneumatische aansturing, elektronische bediening van de remventielen. Met dit systeem is noodremoverbrugging mogelijk. De kleur en omlijsting van de letters geven aan via wat voor kabel de signalen worden overgedragen. (4-aderige, 9-aderige of UIC-kabel).
Symbool van noodremtrekker gele symbool in gele omlijsting
Noodremoverbrugging. De omlijsting van het (gele) symbool geeft aan hoe het signaal wordt overgedragen (9-aderige of UIC-kabel), zie ook afbeelding rechts.
NBÜ
Noodremoverbrugging (Duitsland), niet compatibele kabels voor signaaloverdracht binnen voertuig.

### Eigenlijke rem
Indien geen van de onderstaande symbolen op het spoorvoertuig staan, wordt er met gewone blokremmen geremd op de wielen zelf.
(D) (gele D in gele cirkel)Schijfremmen (volgens UIC 545, bijlage G).
(K) (gele K in gele cirkel)Remschoen met hoge weerstand, type K, bestaande uit composiet, bedoeld voor geluidsreductie van goederenwagens.
(L) (gele L in gele cirkel)Remschoen met middelmatige weerstand, type L, bedoeld voor geluidsreductie van goederenwagens.
(LL) (gele LL in gele cirkel)Remschoen met lage weerstand, type LL, bedoeld voor geluidsreductie van goederenwagens, kan gietijzeren remschoenen vervangen zonder verdere aanpassingen aan het remwerk.

## Fabrikant en type
De onderstaande tabel geeft de afkortingen die worden gebruikt om de fabrikant van de remmen (en soms ook het type) aan te duiden.

| Code   | Fabrikant           | Opmerkingen                                           |
| ------ | ------------------- | ----------------------------------------------------- |
| Bd     | Breda               |                                                       |
| Bo     | Bozic               |                                                       |
| Ch     | Charmilles          |                                                       |
| DK     | Dako                |                                                       |
| DM     | Davies und Metcalfe | stuurventiel DMD 3                                    |
| Dr     | Drolshammer         |                                                       |
| FL     | Bumar-Fablok        | typen MFB‑01A / MFB‑01B / MFB‑2                       |
| FT C   | Faiveley Transport  | computergestuurd                                      |
| Hik    | Hildebrand-Knorr    |                                                       |
| K      | Knorr               | enkelvoudig losbaar                                   |
| KB C   | Knorr               | computergestuurd                                      |
| KE     | Knorr               | met eenheidswerking                                   |
| KE‑483 | Knorr               | in stand "483" wordt voldaan aan eisen van GOS-staten |
| Kk     | Kunze-Knorr         | in varianten g, p en s                                |
| Kkg    | Kunze-Knorr         | variant g voor goederentreinen                        |
| Kkp    | Kunze-Knorr         | variant p voor personentreinen                        |
| Kks    | Kunze-Knorr         | variant s voor snelle personentreinen                 |
| KZ     | Knorr               | tweekamerrem                                          |
| Kdi    | Knorr               |                                                       |
| KAdi   | Knorr               | Automatikrem                                          |
| M      | Matrossow           | enkelvoudig losbaar                                   |
| MH     | MZT HEPOS           |                                                       |
| MRP C  | Mannesmann-Rexroth  | computergestuurde pneumatische rem                    |
| O      | Oerlikon            |                                                       |
| SW     | SAB-WABCO           | typen SW 4 / SW 4c / SW 4/3                           |
| W      | Westinghouse        | enkelvoudig losbaar                                   |
| WS     | Westinghouse        |                                                       |
| WA     | Westinghouse        | type A                                                |
| WE     | Westinghouse        | type E                                                |
| WU     | Westinghouse        | type U                                                |
| WAdi   | Westinghouse        | Automatikrem                                          |

De typen Kdi, KAdi en WAdi zijn remmen die als directe rem op het bediende voertuig werken, maar als indirecte rem op de eventueel aangesloten andere voertuigen.
Enkelvoudig losbaar betekent dat de rem niet trapsgewijs gelost kan worden. Dergelijke oude systemen zijn inmiddels niet meer in gebruik.

## Voorbeelden

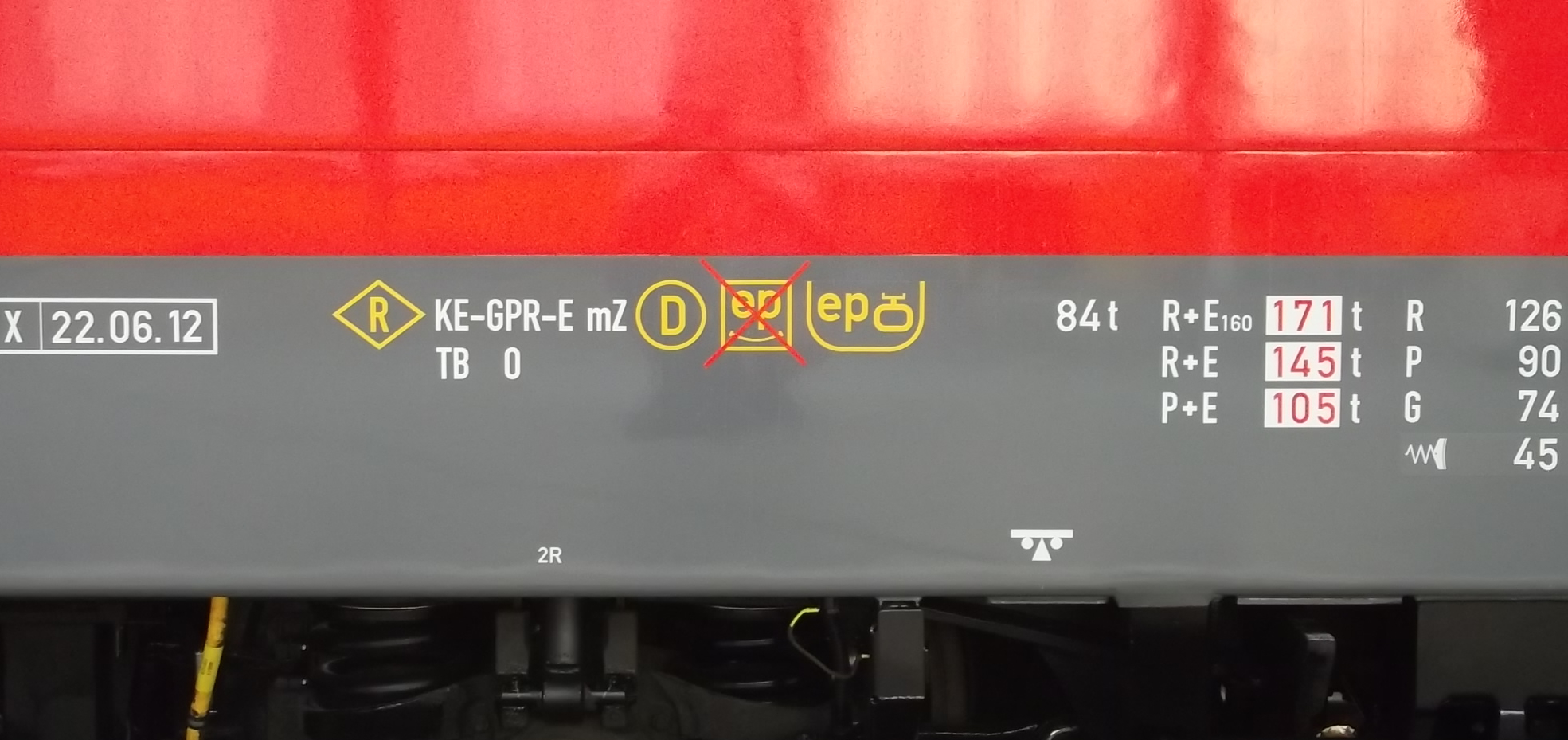
Remopschriften op een loc Baureihe 146.

De Lint 41/H van Syntus heeft als remopschriften "MRP C-pn-P-A-H-Mg (D)". Het gaat hier om een computergestuurde pneumatische rem (indirecte rem) met remstand P van Mannesmann-Rexroth. De rem is lastafhankelijk en werkt op schijfremmen aan de assen. Als terugvaloptie voor de computersturing is er een remkraan aanwezig. Verder heeft het treinstel een hydrodynamische en een magneetrem.
De in Duitsland gebruikte locomotieven Baureihe 146 hebben, zoals afgebeeld op de foto hiernaast, de remopschriften <R> KE-GPR-E mZ (D) (ep). Dit is een indirecte luchtdrukrem met eenheidswerking van Knorr (KE), met de standen G, P en R. Stand R is uitgevoerd volgens UIC 546.II.2., wat betekent dat het rempercentage minimaal 135% is (aangegeven met de gele hoofdletter R in de ruit). Ook is er een directe luchtdrukrem aanwezig, aangegeven met het opschrift "mZ" (mit Zusatzbremse). Beide werken op schijfremmen (hoofdletter D in het gele rondje). Naast deze luchtdrukremmen is er ook een elektrische rem aanwezig, te zien aan de hoofdletter E. De letters "ep" geven aan dat de remventielen elektronische worden aangestuurd. Het symbool na "ep" geeft aan dat er noodremoverbrugging mogelijk is en deze wordt net als de ep-rem aangestuurd over een 9-aderige kabel.
Naast de remopschriften staat het gewicht van de locomotief (84 ton) en daarnaast de remgewichten. Het symbool onder de letter G, met de waarde van 45 ton is de Federspeicherbremse, wat een parkeerrem is.